# Qredits
Qredits is een Nederlandse organisatie die microkrediet en advisering biedt aan ondernemers in het midden- en kleinbedrijf. Qredits verstrekt leningen aan startende en bestaande ondernemers die niet terecht kunnen bij een reguliere bank. Het betreft ondernemers die over onvoldoende onderpand of financiële middelen beschikken, en voor een bank een te groot risico zijn. Financieringen lopen van 50.000 euro voor starters tot een kwart miljoen euro voor bedrijven en ideële stichtingen. Het hoofdkantoor is gevestigd in Almelo.

## Geschiedenis
Oprichter Elwin Groenevelt was werkzaam bij de Fortis Bank en startte daar in 2006 een project op voor microkredieten. Na een jaar werd hij door het ministerie van Economische Zaken gevraagd om dit project uit te werken tot een landelijke variant. In 2009 leidde dit tot de oprichting van de stichting Qredits Microfinanciering Nederland. Enkele banken en het ministerie zorgden voor een startkapitaal van 2 miljoen euro; het ministerie gaf tevens een lening van 15 miljoen euro waarmee Qredits de eerste leningen aan ondernemers kon verstrekken. Anno 2020 had Qredits in totaal 290 miljoen euro ontvangen aan subsidies en leningen; geldverstrekkers waren de Nederlandse overheid en Europese fondsen, maar ook commerciële banken en verzekeraars. De stichting heeft dit geld uitgeleend aan circa 25.000 ondernemers.
In 2020 kreeg Qredits een extra bedrag van 25 miljoen euro van het ministerie om overbruggingskredieten te regelen voor ondernemers die door de coronacrisis werden getroffen. In 2021 volgde nog een lening van 70 miljoen euro, waarmee ook startende ondernemers geholpen kunnen worden die nauwelijks gebruik kunnen maken van de reguliere steunmaatregelen.